# 福岡ダービー
福岡ダービー（ふくおかダービー）とは、日本プロサッカーリーグ（Jリーグ）に加盟するアビスパ福岡（福岡県福岡市）とギラヴァンツ北九州（福岡県北九州市）の福岡県内にホームタウンを置く両チームが対戦する試合の呼称である。福北ダービー（ふくほくダービー）もしくは北福ダービー（きたふくダービー）と称すこともある。

## 概要
2010年のJ2第14節が史上初の「福岡ダービー」となった。
2010年は最終的に3位でJ1に昇格した福岡と、年間1勝で最下位に沈んだ北九州とは明白な実力差がある上、知名度や集客力にも大きく差が開いていたため、他地域のダービーマッチほどの盛り上がりは見られなかった。それ以降も、対戦は実現しているが、観客が1万人を超えることは2回しか記録していない。しかし、後述する2020年のJ2開幕戦で対戦した際には、前売りの段階で全席完売を記録している。
2019年のJ3リーグで北九州が優勝しJ2へ復帰したことにより、翌年のJ2リーグでの5年ぶりの開催が決定。2020年1月10日に発表された開幕カード発表においてJ2リーグ開幕戦での対戦が決定。なお、ミクニワールドスタジアム北九州での開催は2017年の本拠地移転後初めて。

| チーム名               | スタジアム名 （命名権名称）                         | 収容人員 | 画像     | 備考                                            |
| ---------------------- | --------------------------------------------------- | -------- | -------- | ----------------------------------------------- |
| アビスパ福岡           | 東平尾公園博多の森球技場 （ベスト電器スタジアム）   | 21,562人 | レベスタ | 2008年 - 2019年の名称はレベルファイブスタジアム |
| ギラヴァンツ北九州     | 北九州スタジアム （ミクニワールドスタジアム北九州） | 15,300人 |          | 2017年 - 使用                                   |
| 過去のホームスタジアム |                                                     |          |          |                                                 |
| ギラヴァンツ北九州     | 北九州市立本城陸上競技場                            | 10,000人 |          | J2参入 - 2016年に使用                           |

## 対戦成績・日程

### リーグ戦
アビスパ福岡■ 10勝 0分 2敗 ■ギラヴァンツ北九州 2勝 0分 10敗
| 年 | 月日     | 時期 | 時期   | 会場     | ホーム | 得点  | アウェイ | 観客数 |
| --- | -------- | ---- | ------ | -------- | ------ | ----- | -------- | ------ |
| 2010年 | 5月22日  | J2   | 第14節 | 本城     | 北九州 | 0 - 1 | 福岡     | 7,398  |
| 2010年 | 10月24日 | J2   | 第31節 | レベスタ | 福岡   | 2 - 0 | 北九州   | 10,287 |
| 2011年は福岡がJ1、北九州がJ2所属のため開催なし。                                                           |          |      |        |          |        |       |          |        |
| 2012年 | 6月9日   | J2   | 第18節 | レベスタ | 福岡   | 1 - 0 | 北九州   | 8,741  |
| 2012年 | 8月19日  | J2   | 第29節 | 本城     | 北九州 | 4 - 2 | 福岡     | 7,637  |
| 2013年 | 4月14日  | J2   | 第8節  | レベスタ | 福岡   | 2 - 1 | 北九州   | 5,936  |
| 2013年 | 10月6日  | J2   | 第36節 | 本城     | 北九州 | 0 - 2 | 福岡     | 7,058  |
| 2014年 | 4月29日  | J2   | 第10節 | レベスタ | 福岡   | 0 - 1 | 北九州   | 7,875  |
| 2014年 | 9月6日   | J2   | 第30節 | 本城     | 北九州 | 3 - 5 | 福岡     | 6,516  |
| 2015年 | 4月19日  | J2   | 第8節  | 本城     | 北九州 | 0 - 1 | 福岡     | 5,184  |
| 2015年 | 7月8日   | J2   | 第22節 | レベスタ | 福岡   | 4 - 2 | 北九州   | 7,082  |
| 2016年は福岡がJ1、北九州がJ2所属のため開催なし。 2017年 - 2019年は福岡がJ2、北九州がJ3所属のため開催なし。 |          |      |        |          |        |       |          |        |
| 2020年 | 2月23日  | J2   | 第1節  | ミクスタ | 北九州 | 0 - 1 | 福岡     | 13,574 |
| 2020年 | 10月4日  | J2   | 第24節 | ベススタ | 福岡   | 2 - 0 | 北九州   | 9,006  |
| 2021年は福岡がJ1、北九州がJ2所属のため開催なし。 2022年 - は福岡がJ1、北九州がJ3所属のため開催なし。       |          |      |        |          |        |       |          |        |

### 天皇杯
アビスパ福岡■ 0勝 1分 0敗 ■ギラヴァンツ北九州 0勝 1分 0敗
| 年月日        | ステージ | 会場     | 勝者 | 得点            | 敗者   | 観客数 |
| ------------- | -------- | -------- | ---- | --------------- | ------ | ------ |
| 2025年7月16日 | 3回戦    | ベススタ | 福岡 | 0 - 0 （PK4-2） | 北九州 | 8,712  |

※PK戦は引き分け扱い

## その他「福岡ダービー」と呼ばれるもの
- ジャパンラグビートップリーグ→ジャパンラグビーリーグワンにおいて宗像サニックスブルース、コカ・コーラレッドスパークス、九州電力キューデンヴォルテクスの3チームの中で行う対戦も「福岡ダービー」と呼ばれる場合がある[3]。これらの大半の試合はレベルファイブスタジアムで行われたが、サニックスのホームゲームは本拠地の赤間グローバルアリーナでも多数行われた。なお、コカ・コーラはトップリーグとしての最終回となった2021年のシーズン、サニックスもリーグワンリニューアル後初回の2022年をもって休部となっている。また、コカ・コーラやサニックスが活動休止後に所属選手の一部を受け入れ立ち上がったルリーロ福岡と九電との福岡ダービーはオープン戦以外では行われていない。

- 女子バレーボールでも、Vリーグを目指して立ち上がった春日シーキャッツのチームとしての権利を引き継いで福智町に移転したカノアラウレアーズ福岡とシーキャッツを解雇や退団した選手で立ち上げた実質的なシーキャッツの後継チームの福岡ギラソールの因縁ある福岡ダービーも地域リーグ時代から行われている。カノアが2003年からVリーグに昇格してからは行われていなかったが2025年にギラソールのVリーグ昇格を果たし2025年に久しぶりにダービーマッチが開催された。
  - 皇后杯九州ブロックラウンド
    - 2021年6月20日　ギラソール0-2カノア＠福岡市総合体育館[4]
    - 2022年4月24日　ギラソール1-2カノア＠唐津市天徳の丘運動公園社会体育館[5]
    - 2022年6月20日　ギラソール2-0カノア＠田川市総合体育館 [6]

  - 全日本6人制バレーボールクラブカップ女子選手権大会
    - 2022年3月26日　カノア2-1ギラソール＠愛媛県松前公園体育館[7]

  - KYUSYU VOLLEYBALL CHALLENGE
    - 2025年6月28日　カノア3-0ギラソール＠サロンパスアリーナ[8]

- 高円宮杯 JFA U-18サッカープレミアリーグでは、創設当初の2011年からアビスパ福岡U-18・東福岡高校と福岡県のチームが2チーム所属しており、この両チームの対戦を「福岡ダービー」と称する例も見られる[9]。なお、この両チームのプレミアリーグでの戦績は以下の通り。

| シーズン | 月日     | 時期   | 会場       | ホーム   | 得点  | アウェイ |
| -------- | -------- | ------ | ---------- | -------- | ----- | -------- |
| 2011年   | 7月16日  | 第9節  | 東福岡高校 | 東福岡   | 2 - 2 | アビスパ |
| 2011年   | 12月11日 | 第18節 | 福岡FC     | アビスパ | 0 - 3 | 東福岡   |
| 2012年   | 5月13日  | 第6節  | 東福岡高校 | 東福岡   | 0 - 1 | アビスパ |
| 2012年   | 10月7日  | 第15節 | 雁の巣     | アビスパ | 0 - 0 | 東福岡   |
| 2013年   | 7月20日  | 第9節  | 福岡FC     | アビスパ | 1 - 1 | 東福岡   |
| 2013年   | 12月8日  | 第18節 | 東福岡高校 | 東福岡   | 0 - 2 | アビスパ |

アビスパ福岡U-18■ 2勝 3分 1勝 ■東福岡高校